# Star Trek Online
Star Trek Online este un joc de rol cu multiplayer online în masă (MMORPG). Este dezvoltat de Cryptic Studios și este bazat pe universul fictiv științifico-fantastic Star Trek creat de Gene Roddenberry. Jocul are loc în secolul al XXV-lea, la 30 de ani după evenimentele din filmul Star Trek: Nemesis (2002). Star Trek Online este primul MMORPG din franciza Star Trek și a fost lansat pentru platforma Microsoft Windows în februarie 2010. La lansare, a necesitat o achiziție a jocului și o taxă lunară recurentă. În ianuarie 2012, acesta a fost relansat cu un nivel de acces disponibil free-to-play. După o perioadă de testare publică beta, o versiune completă a jocului a fost lansată pentru OS X în martie 2014. Datorită unor probleme tehnice insurmontabile cu platforma, cu toate acestea, suportul pentru OS X s-a încheiat în februarie 2016. În ianuarie 2014, jocul avea 3,2 milioane conturi online. A fost lansat pentru PlayStation 4 și Xbox One în septembrie 2016.

## Recepție
Star Trek Online a avut parte de recenzii împărțite, având un scor de 66/100 pe Metacritic. GameSpot a lăudat lupta spațială a jocului ca fiind distractivă, dar a constatat că celelalte aspecte ale jocului sunt "prea blânde și superficiale". Recenzia MMOify a fost favorabilă jocului, dar a criticat numeroase aspecte ale gameplay-ului, printre care "interpretare slabă a vocilor" și questurile repetate. Un recenzor de la IGN a descris experiența jocului ca un sentiment de a juca "două jocuri" care nu au fost îmbinate bine între ele și, deși a fost "un joc destul de minunat", o mare parte a gameplay-ului este repetitivă.
La data de 4 ianuarie 2011, Massive Online Gamer a anunțat că Star Trek Online a câștigat Premiul pentru cel mai bun MMO din 2010 la ceremonia sa Reader Choice Awards 2010.